# The Seventh House
The Seventh House — восьмий студійний альбом англійської групи IQ, який був випущений у червні 2001 року.

## Композиції
1. The Wrong Side of Weird – 12:24
2. Erosion – 5:43
3. The Seventh House – 14:23
4. Zero Hour"– 6:57
5. Shooting Angels – 7:24
6. Guiding Light – 9:58

## Учасники запису
- Пітер Нікколлс — вокал
- Майкл Голмс — гітара
- Мартін Орфорд — клавішні
- Джон Джовітт — бас-гітара
- Пол Кук — ударні